# Грабовский, Александр Александрович
Граф Александр Александрович Грабовский (1779—1812) — полковник лейб-гвардии Егерского полка, герой Отечественной войны 1812 года.
Родился в 1779 году, происходил из польского графского рода. Военную службу начал в польских войсках, подчинённых Российской империи. В 1800 году перешёл на российскую военную службу и был зачислен в лейб-гвардии Егерский батальон, состоял адъютантом батальонного шефа князя П. И. Багратиона.
В 1805 году принял участие в Австрийском походе, сражался при Аустерлице. По отзыву главнокомандующего М. И. Голенищева-Кутузова граф Грабовский «с великим успехом отдаваемые приказания в самом сильном сражении развозил, и с отличным усердием и присутствием духа». За это отличие он был представлен к ордену Св. Владимира 4-й степени с бантом.
В 1806 и 1807 годах капитан Грабовский сражался против французов в Восточной Пруссии, за отличия в сражениях при Гейльсберге и Фридланде был удостоен ордена Св. Анны 2-й степени. 5 июля 1807 года прусский король Фридрих Вильгельм III пожаловал ему орден Пур ле мерит. 18 мая 1808 года Грабовскому было пожаловано Золотое оружие с надписью «За храбрость».
К началу Отечественной войны 1812 года Грабовский был полковником и командовал 1-м батальоном лейб-гвардии Егерского полка, принял участие во множестве сражений против Великой армии. Блестяще проявил себя в Бородинском сражении, прикрывая артиллерийские позиции, за отличие был представлен к ордену Св. Георгия 4-го класса.
Погиб 5 ноября 1812 года в сражении под Красным при атаке села Доброго, в котором защищались французские войска под командованием маршала Даву. Трофеями егерей в этот день стал маршальский жезл Даву и его брошенные при отступлении мундиры.
Официальный приказ о награждении Грабовского орденом св. Георгия 4-го класса состоялся лишь 21 ноября 1812 года (№ 1091 по кавалерскому списку Судравского и № 2458 по списку Григоровича—Степанова) и таким образом он оказался одним из первых в истории получивших эту награду посмертно.
В собрании музея-панорамы «Бородинская битва» хранится портрет А. А. Грабовского работы Я. Ромбауэра (холст, масло, 78,5 × 69 см, инвентарный № Ж-320). Этот портрет датируется 1808 годом, однако на нем изображён орден Св. Георгия 4-го класса. Предполагается что орден на портрете был дописан позднее, уже после смерти Грабовского.